# 望海观音

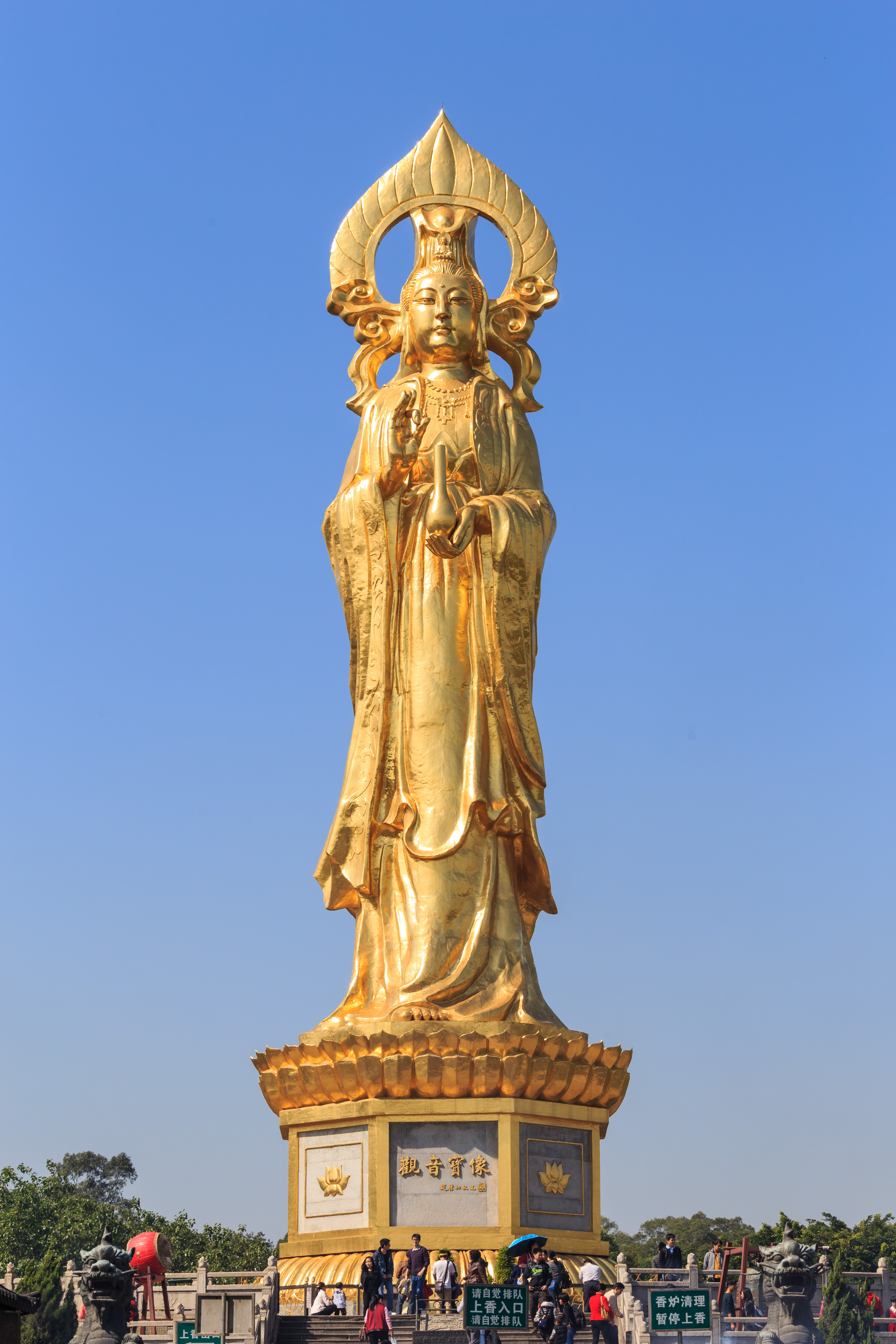
望海观音像

望海观音是广州市番禺区石楼镇莲花山风景区里的的箔金观音立像，于1994年10月23日建成开光。它的总高度是40.88米，用120吨青铜铸成，外贴纯金180两，是世界上最高的箔金观世音菩萨的立像，也是莲花山风景区与番禺区的标志性建筑。